# St. Jakobus (Appetshofen)

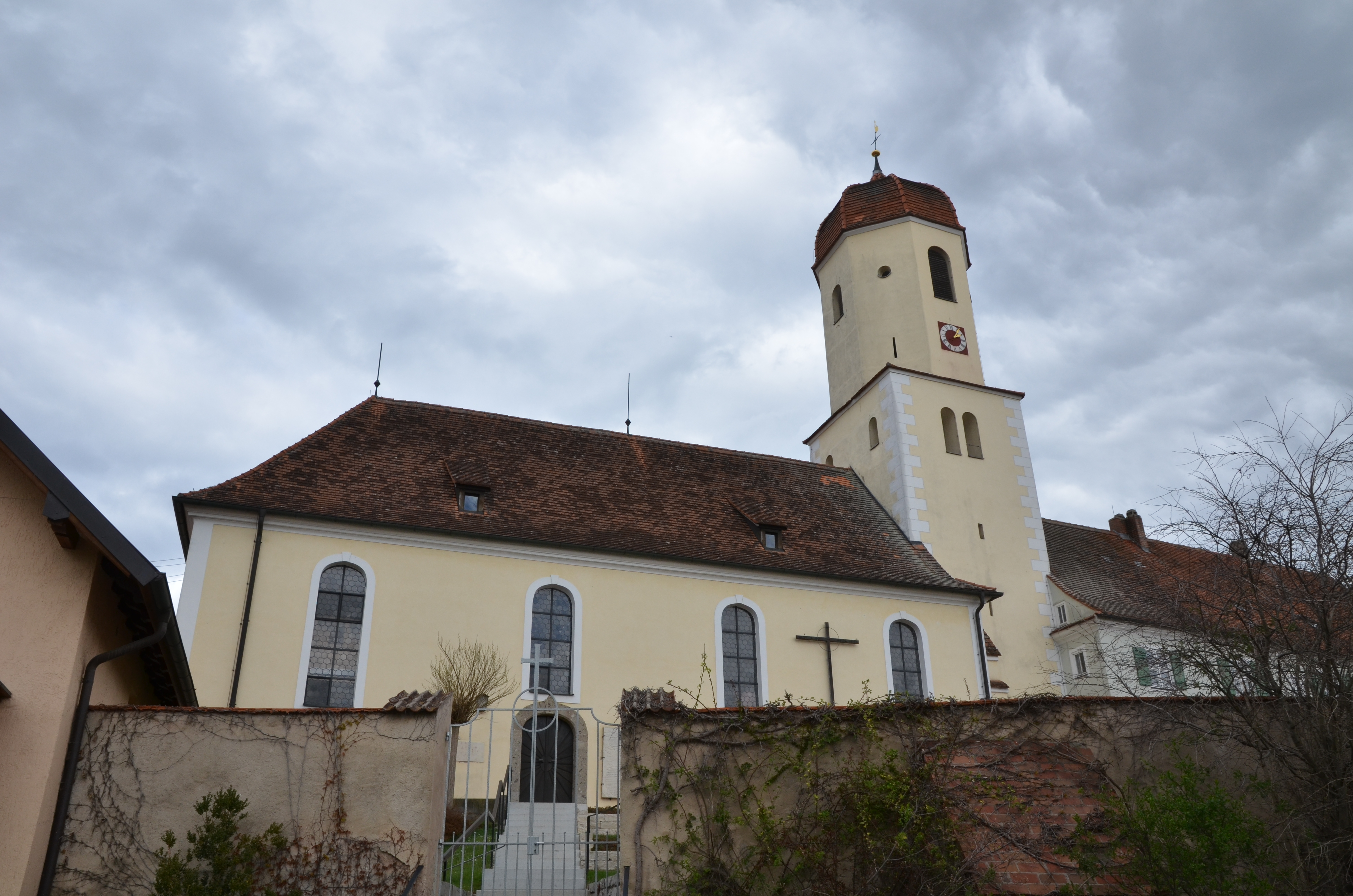
St. Jakobus in Appetshofen

Die evangelisch-lutherische Pfarrkirche St. Jakobus steht in Appetshofen, einem Gemeindeteil von Möttingen im schwäbischen Landkreis Donau-Ries in Bayern. Das Bauwerk ist in der Liste der Baudenkmäler in Möttingen als Baudenkmal unter der Nr. D-7-79-185-4 eingetragen. Die Kirchengemeinde gehört zum Evangelisch-Lutherischen Dekanat Donau-Ries der Evangelisch-Lutherischen Kirche in Bayern.

## Beschreibung
Der Chorturm auf quadratischem Grundriss aus dem 12. Jahrhundert wurde 1615 um ein achteckiges Geschoss, das die Turmuhr und den Glockenstuhl mit neun Kirchenglocken beherbergt, aufgestockt und mit einer Zwiebelhaube bedeckt. An ihn wurde 1775/76 das Langhaus nach Westen angebaut, dessen Innenraum mit einer Flachdecke überspannt ist. Im Innenraum des Chors befinden sich spätmittelalterliche Deckenmalereien mit Evangelistensymbolen. Die Sakristei an der Nordseite des Chorturms wurde erst im 20. Jahrhundert angebaut.
Das ebenfalls denkmalgeschützte Pfarrhaus steht turmseitig in Verlängerung des Kirchenschiffs.
Glocken
Im Turmoktogon befinden sich neun Glocken. Sie stellen dabei eine historische Seltenheit dar: Acht Gussstahlglocken des Bochumer Vereins für Gussstahlfabrikationen ergänzen seit 1949 eine Glocke aus dem Jahr 1948 der Gießerei Schilling in Apolda.
| Nr. | Name             | Zweitname                | Ton  | Gewicht | Gussjahr | Gießer            | Durchmesser | Inschrift                                                            |
| --- | ---------------- | ------------------------ | ---- | ------- | -------- | ----------------- | ----------- | -------------------------------------------------------------------- |
| 1   | Jakobus          | Große Betglocke          | e′   | 1505 kg | 1949     | BVG               | 151,5 cm    | DES GERECHTEN GEBET VERMAG VIEL / WENN ES ERNSTLICH IST              |
| 2   | Paulus           | 12-Uhr-/Vaterunserglocke | g′   | 910 kg  | 1949     | BVG               | 128 cm      | ER IST UNSER FRIEDE                                                  |
| 3   | Petrus           | 11-Uhr-Glocke            | a′   | 604 kg  | 1949     | BVG               | 114 cm      | ALLE SORGE WERFET AUF IHN / DENN ER SORGET FÜR EUCH                  |
| 4   | Markus           | Taufglocke               | b′   | 510 kg  | 1949     | BVG               | 108 cm      | WER DA GLAUBET UND GETAUFT WIRD, DER WIRD SELIG WERDEN               |
| 5   | Luther           | Trauglocke               | h′   | 420 kg  | 1949     | BVG               | 101 cm      | GOTT IST UNSERE ZUVERSICHT UND STÄRKE                                |
| 6   | Maria und Lukas  | Vesperglocke             | c″   | 315 kg  | 1948     | Schilling, Apolda | 78 cm       | Bei Gott ist kein Ding unmöglich \| Siehe ich bin die Magd des Herrn |
| 7   | Matthäus         | Kindergottesdienstglocke | des″ | 310 kg  | 1949     | BVG               | 90 cm       | LASSET DIE KINDLEIN ZU MIR KOMMEN                                    |
| 8   | Jugenddankglocke | /                        | d″   | 270 kg  | 1949     | BVG               | 86 cm       | DIE MICH FRÜHE SUCHEN / FINDEN MICH                                  |
| 9   | Johannes         | Silberglöckle            | e″   | 180 kg  | 1949     | BVG               | 79 cm       | SEID GETROST                                                         |

Auch musikalisch gesehen ist das Geläut nahezu einzigartig, da die Tonfolge der Glocken nahezu chromatisch ist: e″ – d″ – des″ – c″ – h″ – b″ – a″ – g″ – e′
Dies ist der Grund dafür, dass das Vollgeläut nur äußerst selten erklingt.